# 1681 Steinmetz
Steinmetz (asteróide 1681) é um asteróide da cintura principal, a 2,136244 UA. Possui uma excentricidade de 0,207426 e um período orbital de 1 616,25 dias (4,43 anos).
Steinmetz tem uma velocidade orbital média de 18,14208615 km/s e uma inclinação de 7,22492º.
Esse asteróide foi descoberto em 23 de novembro de 1948 por Marguerite Laugier.